# Derek Fisher
Derek Lamar Fisher (9 de agosto de 1974) é um ex-jogador e técnico da liga norte-americana de basquete, NBA. Fisher recentemente treinou New York Knicks. Fisher fez parte da geração de ouro do Los Angeles Lakers com 5 títulos da NBA atuando como ala-armador.

## Carreira
Derek Fisher foi draftado em 1996. Ele jogou 13 temporadas pelo Los Angeles Lakers, por onde conquistou 5 títulos da Liga Norte- Americana. É o segundo jogador com mais partidas disputadas em play-off, 259 no total. Fica apenas atrás de Lebron James.

## Assistente
Ele também é assistente técnico do Los Angeles Sparks, clube da WNBA desde 1 de Julho de 2008. Fisher nasceu em Little Rock, Arkansas e é representado pelo agente Rob Pelinka.